# Aalsmeer
Aalsmeer é um município dos Países Baixos. Em 1 de janeiro de 2022, tinha uma população de 32 452 habitantes.